# خدایان مرگ مایا

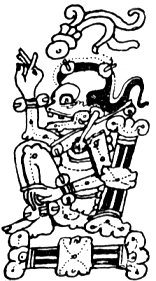
شمایلی از خدا در جدول ماه‌گرفتگی دفترنامه درسدن

خدایان مرگ مایا (انگلیسی: Maya death gods) تعدادی از خدایگان اسطوره‌ای تمدن مایا هستند که با نام‌های مختلف شناخته می‌گردند. دو نوع اساسی و مهم از این خدایان با نام هانهاو و اواسمیتون آهاو برجسته‌تر هستند که توسط اسناد باقیمانده زبان یوکاتک مایا و همینطور راهب اسپانیایی موسوم به اسقف دیگو دلاندا ذکر شده‌اند. هانهاو فرمانروای دنیای مردگان است